# Galliumarsenid
Galliumarsenid (GaAs) er en kemisk forbindelse mellem grundstofferne gallium og arsen. Det er en direkte båndgab-halvleder mellem gruppe 3 og 5, med en zinkblende krystalstruktur.
Galliumarsenid anvendes til fremstillingen af enheder såsom integrerede kredsløb til mikrobølge-frekvenser, infrarøde lysdioder, laserdioder, solceller og optiske vinduer.
GaAs anvendes ofte som et substratmateriale til den epitaksiale vækst af andre III-V-halvledere, heriblandt: Indiumgalliumarsenid, aluminumgalliumarsenid og andre.